# Albertus Siculus

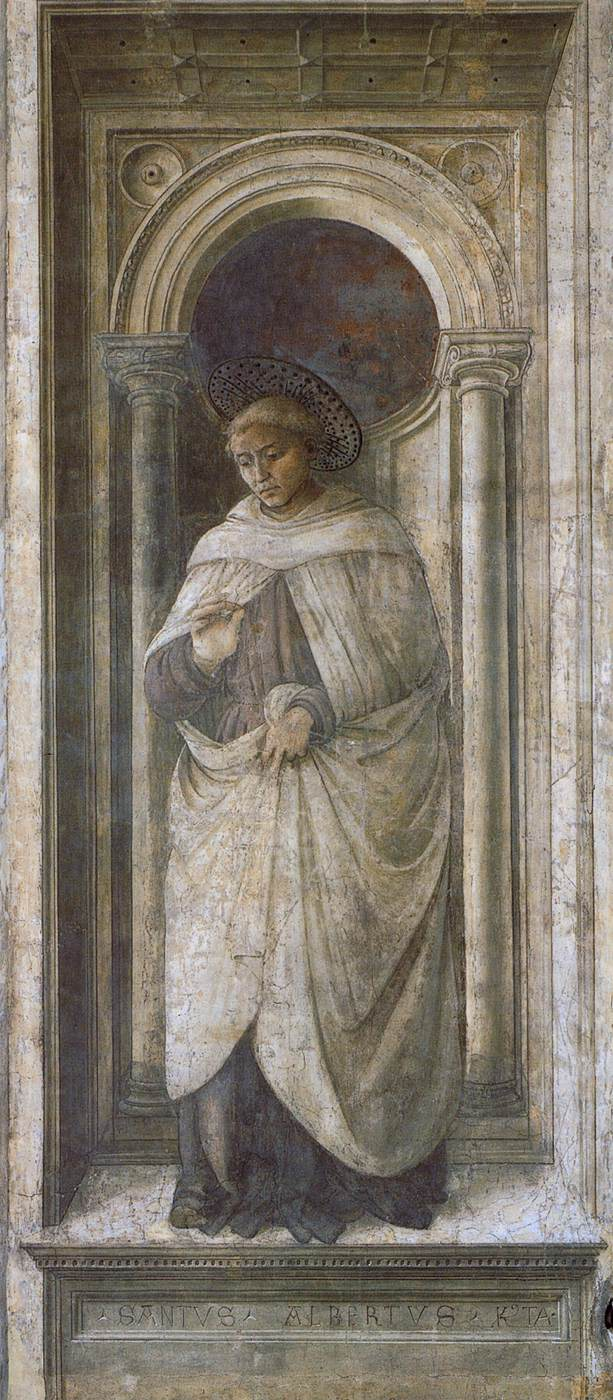
Albert von Trapani auf einem Fresko von Filippo Lippi im Dom zu Prato, Mitte des 15. Jahrhunderts

Albertus Siculus (* wahrscheinlich um 1240 in Trapani; † um 1307 in Messina) zählt zu den Heiligen der römisch-katholischen Kirche.
Er wurde als Sohn vornehmer Eltern geboren und schloss sich schon als Junge dem Karmelitenorden an. Um 1296 wurde er Ordensprovinzial auf Sizilien. Der Legende nach vollbrachte er als Prediger Wundertaten und sein Exorzismus an einem vom Teufel besessenen Mädchen bewirkte, dass sich viele Sizilianer wieder mehr ihrem Glauben zuwandten. 1476 wurde er heiliggesprochen.
Albertus Siculus ist Schutzpatron von Trapani und Messina, einer der Schutzheiligen Palermos und Patron der Böttcher. Er wird angerufen bei Besessenheit, Geburtsnöten, Unfruchtbarkeit und Fieber. Dargestellt wird er mit einem Kreuz und einem angeketteten Teufel. Sein Gedenktag ist der 7. August.